# Loi sur les langues de l'Aragon (2013)
Pour la loi de 2009, voir Loi sur les langues de l'Aragon (2009).
Lire en ligne

Lire dans le Bulletin officiel de l'Aragon

Loi sur les langues de l'Aragon (2009)
La loi sur les langues de l'Aragon de 2013 (en espagnol : Ley de Lenguas de Aragón), officiellement loi 3/2013 du 9 mai sur l'usage, la protection et la promotion des langues et modalités linguistiques propres à l'Aragon (en espagnol : Ley 3/2013, de 9 de mayo, de uso, protección y promoción de las lenguas y modalidades lingüísticas propias de Aragón), est un texte législatif approuvé par les Cortes d'Aragon (Espagne) le 9 mai 2013. Cette loi abroge la loi sur les langues de l'Aragon de 2009 et établit le nouveau cadre de régulation de la pluralité linguistique de l'Aragon. La préparation et l'approbation de la loi ont fait l'objet de vives controverses sociales, politiques et médiatiques, liées aux tenants du catalanisme ou de l'anticatalanisme,,,,. En septembre 2015, le nouveau gouvernement de l'Aragon a annoncé son intention d'abroger la loi de 2013, pour rétablir celle de 2009,.

## Antécédents
On se reportera à l'article sur la loi de 2009 pour les faits antérieurs à 2009.
- 22 décembre 2009 : approbation de la première loi sur les langues de l'Aragon qui protège et fait la promotion des langues propres à l'Aragon, à savoir l'aragonais et le catalan.
- Année 2009 : appel déposé auprès du Tribunal constitutionnel espagnol par onze communes se disant touchées par la loi de 2009, considérant que celle-ci envahissait leurs compétences locales en rendant co-officiel le catalan, en opposition à ce que prévoit le statut d'autonomie[9],[10]. Parmi ces communes, quatre étaient signataires en 1984 de la Déclaration de Mequinenza, Fraga, Nonaspe, Valderrobres et La Codoñera (les maires des trois premières sont du PP et celui de La Codoñera est membre du PSOE et a le soutien du PAR, allié du PP).

## Historique et approbation
Déjà durant le processus menant à l'approbation de la loi sur les langues d'Aragon de 2009, tant le PP que le PAR sont fort critiques sur l'inclusion dans la loi de la dénomination de « catalan » pour désigner la langue propre de l'Aragon qui est parlée dans la Frange d'Aragon.
Ces partis lancent une campagne contre l'approbation de ladite loi, centrée quasi exclusivement contre la reconnaissance du catalan comme langue propre de l'Aragon et l'utilisation de ce glottonyme pour se référer à la langue parlée en Aragon oriental. Ils promettent de modifier la loi au cas ils reviendraient au pouvoir à l'occasion des élections aux Cortes d'Aragon de 2011.
Les résultats de ces élections font que Luisa Fernanda Rudi, membre du PP, devient présidente du gouvernement aragonais avec un exécutif de coalition PP-PAR. Elle annonce dans son discours d'investiture son projet de modifier la loi sur les langues.
Finalement en 2012, le gouvernement aragonais choisit de ne pas modifier la loi en vigueur, et à la place ils proposent un projet de nouvelle loi appelé « projet de loi sur l'usage, la protection et la promotion des langues et modalités linguistiques propres à l'Aragon » (en espagnol : proyecto de ley de uso, protección y promoción de las lenguas y modalidades lingüísticas propias de Aragón), qui finalement sera approuvé le 9 mai 2013 par les Cortes avec les votes favorables du PP et du PAR et l'opposition du PSOE, du CHA et de IU.

## Contenu

### Différences avec la loi de 2009
Bien que lors de la préparation de la loi, on assiste à de nombreuses polémiques en Aragon et à l'extérieur, on a le paradoxe que la plupart des articles du nouveau texte juridique sont sensiblement identiques à ceux de la loi de 2009, avec même des articles complètement identiques.
Ainsi, en ce qui concerne la réglementation des droits linguistiques et l'activité des administrations publiques aragonaises en relation avec les langues spécifiques et historiques, la nouvelle loi comprend pratiquement le même contenu que la loi de 2009, en ce qui concerne l'anthroponymie, l'octroi d'instruments publics, l'utilisation des langues propres et historiques de l'Aragon dans les organes de l'administration locale, l'éducation, la présence dans les médias, la protection du patrimoine linguistique matériel et immatériel, etc.
Seules de légères modifications ont été apportées sur des points mineurs relatifs à la réglementation des toponymes et l'usage par les citoyens des langues propres historiques quand ils s'adressent aux institutions aragonaises.
Ainsi, la loi de 2009 prévoyait la possibilité que la dénomination officielle des toponymes situés dans les zones linguistiques aragonophones et catalanophones pouvait être les noms en aragonais ou en catalan. Le texte de 2013, quant à lui, prévoit que les toponymes ont une dénomination bilingue en aragonais ou en catalan et en castillan.
Pour ce qui concerne le droit des citoyens de s'adresser dans leur langue aux institutions aragonaises, la nouvelle loi remplace l'obligation des institutions de répondre aux citoyens dans la langue utilisée par eux, par la faculté optionnelle d'utiliser ces langues pour apporter leur réponse.
Enfin, la nouvelle loi change la dénomination officielle des langues propres de l'Aragon, en modifiant le paragraphe relatif à la normalisation et la pertinence institutionnelle de ces langues. En outre, le titre même de la loi est modifié en introduisant l'expression « modalités linguistiques » et en modifiant la zonage linguistique établie dans la loi de 2009.

### Dénominations des langues propres
La dénomination retenue par la loi de 2013 pour les langues propres et historiques de l'Aragon est le point qui a créé le plus de polémiques lors de la préparation de la loi ainsi qu'après son approbation. Ainsi, la loi supprime l'appellation aragonais et catalan pour désigner ces langues, comme cela était la règle dans la loi de 2009, et substitue deux circonlocutions, « lengua aragonesa propia de las áreas pirenaica y prepirenaica » (en français : « langue aragonaise propre aux zones pyrénéennes et prépyrénéennes ») (LAPAPYP) pour l'aragonais et « lengua aragonesa propia del área oriental » (« langue aragonaise propre à la zone orientale ») (LAPAO) pour le catalan. De plus, en soulignant le fait que ces deux langues sont constituées de modalités linguistiques propres, la loi permet que les dénominations officielles de ces langues peuvent être différentes suivant les communes qui peuvent ainsi utiliser des dénominations locales pour désigner ces langues.
Ce changement implique à son tour l'unique altération d'importance par rapport à la loi de 2009, en déclarant que lesdites langues aragonaises des zones pyrénéennes et prépyrénéennes et de la zone orientale sont composées de différentes modalités linguistiques donnant ainsi à ces modalités un caractère officiel. Dans le même temps, et compte tenu de ce manque de reconnaissance de l'unité de chacune des deux langues, la nouvelle loi supprime les principaux organes de normalisation linguistique de l'aragonais et du catalan prévus par la précédente loi, comme l'action publique en faveur de la présence de ces langues dans l'environnement socio-économique.
Ainsi, la nouvelle loi supprime le Conseil supérieur des langues de l'Aragon, l'Académie aragonaise de la langue catalane et l'Académie de la langue aragonaise, et les remplace par une unique Académie aragonaise de la langue à qui sont confiées les fonctions de normalisation et de conseil.
En ce qui concerne les dénominations adoptées par la loi pour se référer aux langues propres et simultanément au débat parlementaire, les acronymes LAPAPYP et LAPAO ont été popularisés rapidement dans le débat social et par les médias. Le gouvernement aragonais déclara que ces acronymes n'étaient ni officiels, ni n'apparaissaient dans le texte de la loi, et soutenaient qu'ils avaient été inventés par l'opposition et par les secteurs catalanistes,.

Prédominance linguistique par commune de l'aragonais, du catalan et du castillan selon l'avant-projet de loi sur les langues de l'Aragon de 2001.

### Zonage linguistique
La nouvelle loi continue d'utiliser le concept juridique de zonage ou de prédominance linguistique comme instrument pour assurer la diversité et le pluralisme linguistique de la communauté autonome. Cependant, par rapport au zonage linguistique prévu par la loi de 2009 qui divisait le territoire aragonais en quatre zones linguistiques —prédominance aragonaise, prédominance catalane, zone de transition entre l'aragonais et le catalan, et enfin zone catillanophone—, la nouvelle loi se limite à reconnaître deux zones linguistiques spécifiques au sein du territoire de l'Aragon :
- Une zone d'utilisation historique de la langue aragonaise propre au territoire pyrénéen et pré-pyrénéen, avec ses modalités linguistiques (on se réfère ainsi à l'ancienne zone de prédominance de l'aragonais) ;
- Une zone d'utilisation historique de la langue aragonaise propre au territoire oriental, avec ses modalités linguistiques (on se réfère ainsi à l'ancienne zone de prédominance du catalan).

La nouvelle loi ne délimite pas ces zones, comme d'ailleurs l'ancienne loi de 2009, mais laisse la responsabilité réglementaire aux municipalités d'appartenir à l'une ou l'autre de ces deux zones. Il y avait d'ailleurs un précédent, avec l'avant-projet de loi sur les langues de l'Aragon de 2001 qui contenait une liste précise des communes avec leur appartenance aux zones linguistiques aragonaise ou catalane.

## Réactions
Cette loi est fort controversée et la controverse a commencé bien avant son approbation.
Une pétition par Internet a été lancée pour arrêter le processus d'approbation. Elle a obtenu 4 828 signatures. D'autres pétitions ont également été reçues, comme celle de l'Académie royale des belles-lettres de Barcelone appelant à la restauration de la dénomination « catalan », ou celle du Cercle d'études aragonaises (es) avec un manifeste signé par plus de 600 experts dans les langues de l'Espagne et de l'Europe défendant l'existence du catalan et de l'aragonais en Aragon.
Les partisans de la nouvelle loi affirment qu'elle a été faite selon « une approche sociale et culturelle », ce qui n'était pas le cas de la précédente. En outre, ils insistent sur le fait que l'application de la loi précédente pouvait entraîner jusqu'à 39 millions d'euros de dépenses, ce qui n'était pas souhaitable en période de crise économique. Les adversaires de la nouvelle loi, au contraire, soutiennent que les dénominations des langues propres contenues dans la loi manquent de « rigueur académique » et qualifient son approbation de « ridicule et honteuse ». Ils accusent le gouvernement de coalition de n'avoir pas cherché à obtenir un consensus sur la loi, sachant que tous les amendements présentés par l'opposition (73 PSOE, 53 CHA et 42 IU) ont été rejetés.
La loi a été expressément appuyée par la Plateforme « Nous ne parlons pas catalan » (es), qui n'accepte pas la dénomination de catalan pour désigner une langue propre de l'Aragon, en incluant sa frange orientale.
Au delà de l'opposition parlementaire aux Cortes d'Aragon, d'autres partis, en dehors de la communauté autonome, ont indiqué leur opposition au texte, comme CDC (et donc de ce fait la Généralité de Catalogne), Cs, le PPC, ICV-EUiA, la CUP,, et le PSC, lesquels votèrent au parlement de Catalogne une résolution demandant au gouvernement aragonais de revenir en arrière.
Dans les jours qui suivent l'adoption de la loi, les médias aragonais se font l'écho des médias espagnols et d'Internet qui ridiculisent le contenu de la loi approuvée, centrant leurs critiques sur la popularisation de la dénomination « Lapao ».
Les partisans de la loi font valoir toutefois que le terme « Lapao » a été inventé par ses détracteurs, alors que les habitants de ces régions donnent des noms spécifiques aux modalités linguistiques, comme le fragati à Fraga ou le tamaritano à Tamarite de Litera.
D'autre part, ce qui a également fait l'objet de réactions négatives, c'est le fait que dans la loi il n'est pas fait référence au castillan, au contraire de la loi précédente. Par ailleurs, l'UPyD critique également la loi car élaborée, selon ce parti, à des fins politiques.
En juin 2013, les six associations de référence dans la récupération, l'enseignement et la normalisation de l'aragonais, signent un manifeste en faveur de l'aragonais et s'opposent clairement à la nouvelle loi sur les langues. Ces associations sont le Conseil de la langue agonaise (es), l'Association Nogará, la Société de linguistique aragonaise, l'Étude de philologie aragonaise, la Ligue des locuteurs aragonophones (es). Le Cercle d'études aragonaises (es) participent également à l'élaboration du manifeste, mais décident finalement de ne pas le signer.
Pour sa part, le gouvernement de l'Espagne déclare qu'il respecterait la loi approuvée et rappelle que les communautés autonomes sont compétentes pour la régulation des langues co-officielles.
La mairie d'Alcampell, quelques jours avant l'approbation de la loi, rejette la dénomination donnée à la langue catalane. La députation provinciale de Huesca approuve également une résolution demandant une dérogation à la loi sur les langues qui ne reconnait pas la réalité trilingue de la communauté. Le 1er janvier 2013, se réunissent à Mequinenza des conseillers municipaux et des maires de communes de la Frange d'Aragon en souvenir de la réunion organisée dans la même ville 30 ans auparavant et où fut signée la déclaration de Mequinenza pour exprimer ainsi leur opposition à la loi de 2013, qui ne reconnait pas le catalan comme tel, si ce n'est sous la forme d'une circonlocution de « langue aragonaise propre à la zone orientale ».

## Conséquences
L'approbation de la nouvelle loi a pour conséquence l'abrogation de la loi de 2009. De plus, le Conseil supérieur des langues de l'Aragon est supprimé, remplacé par l'Académie aragonaise de la langue, avec pour objectif de déterminer les toponymes et les noms officiels de la communauté», ainsi que les règles d'usage des langues et modalités linguistiques.